# 2'-O-Ribosyladénosine phosphate
La 2’-O-ribosyladénosine phosphate (Ar(p) ou rAMP) est un nucléoside rare dérivé de l'adénosine par l'ajout d'un résidu de β-D-ribose lui-même estérifié par un groupe phosphate. Elle est présente naturellement dans certains ARN de transfert ; un résidu d'Ar(p) se trouve par exemple dans l'ARNtMeti :

ARNt d'initiation chez la levure. L'Ar(p) est ici noté A*.